# فورت دافین (مانیتوبا)
فورت دافین (به انگلیسی: Fort Dauphin) یک منطقهٔ مسکونی در کانادا است که در وینپگاسس واقع شده‌است.